# I-6 (tàu ngầm Nhật)
I-6 là một tàu ngầm tuần dương, là chiếc duy nhất thuộc phân lớp Junsen 2 (巡潜二型) của Hải quân Đế quốc Nhật Bản, và có khả năng mang máy bay. Nhập biên chế năm 1935, I-6 đã hoạt động trong các cuộc Chiến tranh Trung-Nhật và Chiến tranh Thế giới thứ hai, hỗ trợ cho cuộc tấn công Trân Châu Cảng, gây hư hại cho tàu sân bay USS Saratoga (CV-3), càn quét tàu bè tại Ấn Độ Dương, và tham gia các chiến dịch quần đảo Aleut và New Guinea. Nó bị đánh chìm gần đảo Saipan vào ngày 16 tháng 6, 1944, có thể do hỏa lực bắn nhầm từ một tàu chở hàng Nhật Bản.

## Thiết kế và chế tạo

### Thiết kế
Tiếp nối sau phân lớp Junsen I bao gồm bốn chiếc, I-5 được thiết kế như lớp Junsen I Cải tiến có khả năng vận hành một thủy phi cơ trinh sát. I-6 phản ảnh bước phát triển tiếp theo của một tàu ngầm sân bay, khi được trang bị ngay từ đầu một hầm chứa cùng một máy phóng máy bay. Lớp Junsen III tiếp nối sau đó, bao gồm I-7 và I-8, cũng có các tính năng tương tự.
Junsen II có trọng lượng choán nước 2.279 tấn (2.243 tấn Anh) khi nổi và 3.110 tấn (3.061 tấn Anh) khi lặn, lườn tàu có chiều dài 98,5 m (323 ft 2 in), mạn tàu rộng 9,06 m (29 ft 9 in) và mớn nước sâu 5,31 m (17 ft 5 in). Con tàu có thể lặn sâu 80 m (262 ft) và có một thủy thủ đoàn đầy đủ bao gồm 80 sĩ quan và thủy thủ.
Chiếc tàu ngầm trang bị hai động cơ diesel Kampon Mk.1A Model 7 công suất 8.000 mã lực phanh (5.966 kW), mỗi chiếc vận hành một trục chân vịt. Khi lặn, mỗi trục được vận hành bởi một động cơ điện 1.300 mã lực (969 kW). Con tàu có thể đạt tốc độ tối đa 20 hải lý trên giờ (37 km/h; 23 mph) khi nổi và 7,5 hải lý trên giờ (13,9 km/h; 8,6 mph) khi lặn. Khi Junsen II di chuyển trên mặt nước nó đạt tầm xa hoạt động 20.000 hải lý (37.000 km; 23.000 mi) ở tốc độ 10 hải lý trên giờ (19 km/h; 12 mph), và có thể lặn xa 65 nmi (120 km; 75 mi) ở tốc độ 3 hải lý trên giờ (5,6 km/h; 3,5 mph).
Lớp Junsen II có sáu ống phóng ngư lôi 53,3 cm (21,0 in), gồm bốn ống bố trí trước mũi và hai ống phía đuôi, và mang theo tổng cộng 17 quả ngư lôi Kiểu 89. Vũ khí trên boong tàu bao gồm một khẩu hải pháo 12,7 cm (5 in) cùng một súng máy phòng không 13,2 mm (0,52 in) trên cầu tàu. Nó có thể vận hành một thủy phi cơ trinh sát Yokosuka E6Y chứa trong hầm chứa và phóng bằng máy phóng phía sau cầu tàu.

### Chế tạo
I-6 được đặt lườn tại xưởng tàu của hãng Kawasaki tại Kobe vào ngày 4 tháng 10, 1932. Nó được hạ thủy vào ngày 31 tháng 3, 1934, rồi hoàn tất và nhập biên chế vào ngày 15 tháng 5, 1935.

## Lịch sử hoạt động

### 1935 - 1937
Vào lúc nhập biên chế, I-6 được phân về Quân khu Hải quân Yokosuka. Nó gia nhập Đội tàu ngầm 8 vào ngày 1 tháng 6, 1935, thuộc Hải đội Tàu ngầm 1 trực thuộc Đệ Nhất hạm đội, trong thành phần Hạm đội Liên hợp. Đang khi tham gia một đợt cơ động tại vịnh Ise vào ngày 1 tháng 8, 1935, nó mắc tai nạn va chạm với tàu khu trục Akatsuki lúc 14 giờ 27 phút, và bị hư hại kính tiềm vọng. Chiếc tàu ngầm phải quay trở về Yokosuka để sửa chữa. I-6 được phối thuộc trực tiếp cùng Quân khu Hải quân Yokosuka từ ngày 15 tháng 11, 1935, rồi đến tháng 7, 1936 được trang bị một thủy phi cơ trinh sát Watanabe E9W cho mục đích thử nghiệm.
Đến ngày 1 tháng 12, 1936, I-6 được điều trở lại Đội tàu ngầm 8 thuộc Hải đội Tàu ngầm 1, trực thuộc Đệ Nhất hạm đội.  Vào ngày 27 tháng 3, 1937, I-6 rời Sasebo để cùng các chiếc I-1, I-2, I-3, I-4 và I-5 hoạt động huấn luyện tại khu vực Thanh Đảo, Trung Quốc. Chúng kết thúc đợt huấn luyện khi về đến vịnh Ariake vào ngày 6 tháng 4, 1937.

### Chiến tranh Trung-Nhật
Chiến tranh Trung-Nhật bùng nổ sau khi xảy ra sự kiện Lư Câu Kiều (cầu Marco Polo) vào ngày 7 tháng 7, 1937. Đến tháng 9, 1937, Hải đội Tàu ngầm 1 được điều sang Đệ Tam hạm đội và phối thuộc cùng Hạm đội khu vực Trung Quốc để hoạt động tại vùng biển Trung Quốc. Hải đội, bao gồm các tàu I-1, I-2, I-3, I-4, I-5 và I-6, đã được phái đến căn cứ tại Hong Kong cùng với các tàu tiếp liệu tàu ngầm Chōgei và Taigei vào tháng 9, 1937. Từ căn cứ này, các tàu ngầm tham gia phong tỏa Trung Quốc và tuần tra dọc bờ biển phía Đông và phía Nam Trung Quốc.
Từ ngày 20 hoặc 21 tháng 8 đến ngày 23 tháng 8, 1937, cả sáu chiếc tàu ngầm thuộc Hải đội Tàu ngầm 1 đã hoạt động trong biển Hoa Đông như lực lượng bảo vệ từ xa cho các thiết giáp hạm Nagato, Mutsu, Haruna và Kirishima cùng tàu tuần dương hạng nhẹ Isuzu làm nhiệm vụ vận chuyển binh lính từ Tadotsu, Shikoku đến Thượng Hải, Trung Quốc. Hải đội Tàu ngầm 1 đặt căn cứ tại Hong Kong cho đến mùa Thu năm 1938. Trong một nỗ lực nhằm giảm căng thẳng trong quan hệ quốc tế do cuộc xung đột với Trung Quốc, Nhật Bản cho rút lực lượng tàu ngầm của họ khỏi vùng biển Trung Quốc từ tháng 12, 1938.

### 1938 – 1941
Đội tàu ngầm 8 được đưa về Thành phần Dự bị 2 tại Quân khu Hải quân Yokosuka từ ngày 15 tháng 12, 1938, rồi được điều về phục vụ cùng Trường ngư lôi tại Quân khu Hải quân Yokosuka từ ngày 1 tháng 4, 1939. Đến giữa năm 1940, thiết bị hầm chứa và máy phóng máy bay được tháo dỡ, nên chiếc tàu ngầm từ đó không còn khả năng mang theo thủy phi cơ. Đến ngày 15 tháng 11, 1940, Đội tàu ngầm 8 được điều sang Hải đội Tàu ngầm 2 trực thuộc Đệ Lục hạm đội, trong thành phần Hạm đội Liên hợp. Đến ngày 10 tháng 11, 1941, biên chế của Đội tàu ngầm 8 bao gồm I-4, I-5, I-6 và I-7 (soái hạm).
Vào ngày 10 tháng 11, 1941, bên trên soái hạm Katori, Phó đô đốc Shimizu Mitsumi, Tư lệnh Đệ Lục hạm đội, công bố Kế hoạch Z, là kế hoạch tấn công căn cứ Trân Châu Cảng của Hải quân Hoa Kỳ, mở màn cho cuộc xung đột tại Thái Bình Dương. Khi lực lượng Hải quân Nhật Bản bắt đầu được huy động cho chiến dịch, I-6 cùng với phần còn lại của Hải đội Tàu ngầm 2 đã xuất phát từ Yokosuka vào ngày 16 tháng 11 để hướng sang khu vực quần đảo Hawaii. Trên đường đi vào ngày 2 tháng 12, nó nhận được thông điệp từ Hạm đội Liên hợp: "Leo núi Niitaka 1208" (tiếng Nhật: Niitakayama nobore 1208), là mật lệnh cho biết chiến sự với Khối Đồng Minh sẽ bắt đầu vào ngày 8 tháng 12 (theo giờ Nhật Bản, tức ngày 7 tháng 12 tại Hawaii bên kia đường đổi ngày).

#### Chuyến tuần tra thứ nhất - Trận Trân Châu Cảng
Vào ngày 7 tháng 12, Hải đội Tàu ngầm 2 được bố trí trên một tuyến tuần tra trải rộng từ phía Tây Bắc sang phía Đông Bắc Oahu, và I-6 hoạt động cạnh khu vực tuần tra của I-4 và I-5, tại lối ra vào phía Bắc của eo biển Kaiwi giữa các đảo Molokai và Oahu. Họ được lệnh tấn công mọi tàu bè xuất phát từ Trân Châu Cảng trong và sau cuộc tấn công, vốn được lên kế hoạch vào sáng ngày hôm đó. Lúc 08 giờ 40 phút ngày 9 tháng 12, nó phát hiện tàu sân bay Hải quân Hoa Kỳ USS Enterprise (CV-6), mà nó nhận định nhầm là một  tàu sân bay lớp Lexington, cùng hai tàu tuần dương hạng nặng tại vị trí về phía Bắc Molokai đang di chuyển theo hướng Đông Bắc với tốc độ 20 kn (37 km/h). Nó tìm cách tấn công, nhưng buộc phải lặm sâu để ẩn nấp, nên chỉ có thể gửi báo cáo phát hiện mục tiêu nhiều giờ sau đó. Phía Nhật Bản huy động chín tàu ngầm trong khu vực vào việc truy lùng Enterprise, cho rằng mục tiêu đang quay về vùng bờ Tây Hoa Kỳ. I-6 sau đó chuyển sang khu vực tuần tra phía Nam Oahu, giữa eo biển Kawai và khu vực Đông Nam Trân Châu Cảng.

### 1942

#### Gây hư hại cho USSSaratoga
Vào ngày 9 tháng 1, 1942, I-6 được lệnh rời khu vực tuần tra để truy tìm chiếc tàu sân bay Hoa Kỳ USS Lexington, vốn bị tàu ngầm I-18 phát hiện ở vị trí 270 nmi (500 km) về phía Đông Bắc đảo Johnston. Đến sáng ngày hôm sau 10 tháng 1, trinh sát viên trên chiếc tàu ngầm nhiều lần nhìn thấy máy bay tàu sân bay đối phương, nên đã ước lượng vị trí con tàu đối phương. Lúc 18 giờ 41 phút ngày 11 tháng 1, I-6 bắt gặp một tàu khu trục đối phương, nên đã lặn xuống ẩn nấp; nhưng không lâu sau đó nó trông thấy tàu sân bay USS Saratoga đang di chuyển về hướng Đông Nam với tốc độ 15 kn (28 km/h), được một tàu tuần dương hạng nặng và một tàu khu trục hộ tống. Từ khoảng cách 4.700 yd (4.300 m),I-6 phóng ba quả ngư lôi Type 89 tấn công, và một quả đã trúng đích vào mạn trái Saratoga phía giữa tàu lúc 19 giờ 15, khiến ngập nước ba phòng nồi hơi và sáu thủy thủ thiệt mạng. I-6 sau đó lặn đến độ sâu 330 ft (100 m) để né tránh phản công từ các tàu khu trục đối phương từ 19 giờ 58 phút. I-6 tự nhận đã đánh chìm mục tiêu, nhưng Saratoga chỉ bị hư hại nặng nhưng cũng phải mất đến sáu tháng để sửa chữa.
I-6 rời khu vực tuần tra vào ngày 12 tháng 1, và về đến Kwajalein mười ngày sau đó, khi chỉ còn lại 800 L (210 gal Mỹ) nhiên liệu. Nó lên đường vào ngày 24 tháng 1 để quay trở về Nhật Bản, về đến Yokosuka vào ngày 2 tháng 2, nơi nó được đưa vào ụ tàu để đại tu và tái trang bị.

#### Chuyến tuần tra thứ hai
Trong khi I-6 ở lại Yokosuka từ ngày 2 đến ngày 14 tháng 2, Hải đội Tàu ngầm 2 được điều động tham gia Chiến dịch Đông Ấn thuộc Hà Lan trong thành phần Lực lượng Khu vực Đông Nam vào ngày 8 tháng 2. I-6 khởi hành từ Yokosuka vào ngày 14 tháng 2 để hướng sang Đông Ấn thuộc Hà Lan, đi đến vịnh Staring về phía Đông Nam Kendari, Celebes (nay là Sulawesi) vào ngày 22 tháng 2. Nó cùng I-4 và I-5 lên đường lúc 07 giờ 00 ngày hôm sau cho chuyến tuần tra thứ hai trong Ấn Độ Dương về phía Tây đảo Sumatra.
Trong khi I-5 và I-6 đang tuần tra về phía Tây đảo Timor vào ngày 25 tháng 2, họ bị một máy bay trinh sát Mitsubishi C5M, được một tốp chín máy bay tiêm kích Mitsubishi A6M Zero hộ tống, phát hiện. Nhận định nhầm đối tượng là các tàu ngầm Đồng Minh, những chiếc Zero đã tấn công bằng hỏa lực súng máy, khiến chiếc tàu ngầm I-5 bị hư hại đáng kể, và hạm trưởng cùng hai sĩ quan khác bị thương nặng; I-6 lặn xuống kịp thời nên không chịu hư hại. Nó kết thúc chuyến tuần tra và đi đến cảng Penang tại Malaya bị chiếm đóng vào ngày 8 tháng 3.

#### Chuyến tuần tra thứ ba - Không kích Ấn Độ Dương
Vào ngày 15 tháng 3, Bộ chỉ huy Hạm đội Liên hợp ra lệnh cho Hải đội Tàu ngầm 2, ngoại trừ chiếc I-1, hoạt động trinh sát dọc bờ biển Ceylon (nay là Sri Lanka) và phía Tây Ấn Độ, nhằm chuẩn bị cho Chiến dịch C, cuộc đột kích Ấn Độ Dương do các tàu sân bay thuộc Lực lượng Cơ động của Hạm đội Liên hợp thực hiện. Vì vậy I-6 rời Penang vào ngày 26 tháng 3 để bắt đầu chuyến tuần tra thứ ba tại khu vực Ấn Độ Dương về phía Tây Bombay (nay là Mumbai) và phía bắc quần đảo Maldives.
Lúc 16 giờ 35 phút ngày 31 tháng 3, I-6 phát hiện một mục tiêu lớn nên đã đã tiếp cận để chuẩn bị phóng ngư lôi, khi nó nhận ra mục tiêu là một tàu bệnh viện, có thể là chiếc HMHS Vita của Anh đang trên đường từ đảo Addu, Maldives đến khu vực Ceylon; chiếc tàu ngầm đã kịp thời hủy bỏ đợt tấn công. Đến xế trưa ngày 2 tháng 4, lúc đang trong biển Ả Rập cách Bombay 300 nmi (560 km) về phía Tây Nam, nó phóng hai quả ngư lôi tấn công tàu chở hàng Anh Clan Ross (5.897 tấn), vốn đang trên đường từ Liverpool, Anh đến Cochin, Ấn Độ. Một quả ngư lôi trúng đích đã khiến Clan Ross đắm lúc 14 giờ 14 phút tại tọa độ 15°58′B 068°24′Đ / 15,967°B 68,4°Đ, khiến 11 thủy thủ thiệt mạng và ba người khác bị thương. Tuy nhiên những người sống sót trên bè cứu sinh được I-6 thẩm vấn, cung cấp nước và lương thực, rồi chỉ đường cho họ hướng đến Bombay.
Đang khi đi trên mặt nước trong biển Ả Rập cách Bombay 170 nmi (310 km) về phía Tây Bắc, lúc 16 giờ 00 ngày 7 tháng 4, I-6 bắt gặp chiếc tàu buôn Anh Bahadur (5.424 tấn), đang trong hành trình từ Bombay đến Basra, Iraq. I-6 lặn xuống và phóng ngư lôi tấn công, nhưng Bahadur đã phát hiện và bẻ lái gấp qua mạn phải né tránh được, đồng thời chạy hết tốc lực để gia tăng khoảng cách. I-6 phóng tiếp hai quả ngư lôi phía đuôi tàu nhưng cũng bị trượt. Nó trồi lên mặt nước để tấn công bằng hải pháo từ khoảng cách 6.570 yd (6.010 m), nhưng chỉ bắn được một phát trước khi bị kẹt đạn. I-6 lặn xuống và từ bỏ việc truy đuổi, nhưng bất ngờ Bahadur dừng lại và thả xuồng cứu sinh. I-6 tiếp cận và phóng hai quả ngư lôi vào mạn trái mục tiêu, khiến Bahadur đắm lúc 19 giờ 20 phút tại tọa độ 19°44′B 068°28′Đ / 19,733°B 68,467°Đ.
I-6 đã trồi lên mặt nước trong biển Ả Rập cách 300 nmi (560 km) về phía Tây Nam Bombay lúc 08 giờ 15 phút ngày 10 tháng 4, để đánh chìm hai thuyền buồm 150 tấn bằng hải pháo. Nó kết thúc chuyến tuần tra khi quay trở về cảng Singapore vào ngày 17 tháng 4, rồi lại khởi hành vào ngày 21 tháng 4 để cùng I-5 quay trở về Nhật Bản. Sau khi về đến Yokosuka vào ngày 1 tháng 5, nó được sửa chữa cho đến ngày 6 tháng 6.

#### Chuyến tuần tra thứ tư - Chiến dịch quần đảo Aleut
Trong khi I-6 được sửa chữa và đại tu tại Yokosuka, Chiến dịch quần đảo Aleut bắt đầu vào ngày 3 tháng 6 với cuộc không kích của Nhật Bản xuống Dutch Harbor, Alaska, và tiếp nối bởi việc chiếm đóng các đảo Attu vào ngày 5 tháng 6 và Kiska vào ngày 7 tháng 6 mà không bị kháng cự. Đến ngày 10 tháng 6, các tàu ngầm I-1, I-2, I-3, I-4, I-5, I-6 và I-7 được điều động sang Lực lượng phía Bắc để hoạt động tại vùng biển quần đảo Aleut. I-6 khởi hành từ Yokosuka vào ngày 17 tháng 6 cho chuyến tuần tra thứ tư tại khu vực Bắc Thái Bình Dương. Đến ngày 20 tháng 6, nó tham gia tuyến tuần tra K giữa 48°B 178°T / 48°B 178°T và 50°B 178°T / 50°B 178°T, và ở lại khu vực tuần tra cho đến ngày 7 tháng 7, khi nó được điều sang tuần tra khu vực Kiska. Trong khi phần còn lại của Hải đội Tàu ngầm 2 được điều quay trở về Nhật Bản vào ngày 20 tháng 7, I-6 tiếp tục hoạt động tại vùng biển Kiska.
Vào ngày 20 tháng 7, một thủy phi cơ Kawanishi H6K Hải quân Nhật Bản báo cáo phát hiện một tàu tiếp liệu thủy phi cơ Hoa Kỳ có mặt trong vịnh Natan ngoài khơi đảo Adak, nên I-6 được phái đi trinh sát, nhưng không tìm thấy mục tiêu. Nó đang neo đậu ngoải khơi Kiska cùng các tàu ngầm Ro-61, Ro-64 và Ro-68 khi các tàu tuần dương và tàu khu trục Hoa Kỳ thuộc Đội đặc nhiệm 8.6 đi đến bắn phá hòn đảo và cảng tại đây vào ngày 7 tháng 8. Các tàu ngầm đã lặn xuống để né tránh, và sau khi kết thúc đợt bắn phá đã truy đuổi theo đội đặc nhiệm đối phương, nhưng không tìm thấy mục tiêu.
Đến ngày 15 tháng 8, I-6 được điều quay trở về Nhật Bản. Lúc nó đang trên đường đi, cả Hải đội Tàu ngầm 2 và Đội tàu ngầm 8 đều được giải thể, và I-5 cùng với I-6 được điều sang Đội tàu ngầm 7. Nó về đến Yokosuka vào ngày 23 tháng 8 và bắt đầu được đại tu.
Trong khi I-6 hoạt động tại vùng biển Bắc Thái Bình Dương, Chiến dịch Guadalcanal bắt đầu vào ngày 7 tháng 8, khi lực lượng Thủy quân Lục chiến Hoa Kỳ đổ bộ lên Guadalcanal, Tulagi, đảo Florida, Gavutu và Tanambogo ở phía Đông Nam quần đảo Solomon. Hải quân Nhật Bản nhận ra nhu cầu sử dụng tàu ngầm vào việc tiếp tế cho lực lượng đang chiến đấu tại Guadalcanal, nên bắt đầu tái trang bị một số tàu ngầm khả năng mang theo một xuồng đổ bộ kín nước dài 46 ft (14 m) lớp Daihatsu, để phân phối hàng tiếp liệu dọc bờ biển quần đảo Solomon. Vì vậy trong khi đại tu, I-6 được tháo dỡ khẩu hải pháo trên boong phía sau tháp chỉ huy, và lắp đặc bộ gá để chở xuồng Daihatsu. Tuy nhiên trước khi công việc hoàn tất, chiến dịch Guadalcanal đã kết thúc khi lực lượng đồn trú tại Guadalcanal đã được cho triệt thoái toàn bộ vào ngày 7 tháng 2, 1943.

### 1943

#### Chuyến tuần tra thứ năm
Hoàn tất việc đại tu và tái trang bị, I-6 rời Yokosuka vào ngày 16 tháng 2, 1943, mang theo một xuồng Daihatsu và đi đến căn cứ Truk tại quần đảo Caroline vào ngày 23 tháng 2. Để lại chiếc xuồng Daihatsu tại căn cứ, nó lên đường vào ngày 2 tháng 3 cho chuyến tuần tra thứ năm, với nhiệm vụ rải thủy lôi ngoài khơi Brisbane, Australia, và tuần tra tại khu vực Nam Thái Bình Dương dọc bờ biển Australia. Nó băng qua eo biển St. George ngoài khơi đảo New Ireland vào ngày 5 tháng 3, và đi đến vị trí 60 nmi (110 km) về phía Đông Bắc Brisbane lúc 12 giờ 00 ngày 11 tháng 3.
Đến 17 giờ 15 phút ngày hôm đó, I-6 phát hiện một tàu buôn Đồng Minh có tải trọng khoảng 10.000 tấn, có thể là một tàu Liberty, và đến 18 giờ 44 đã phóng hai quả ngư lôi tấn công từ khoảng cách xa, cả hai đều bị trượt. Chiếc tàu buôn không phát hiện quả ngư lôi và không báo cáo về vụ tấn công. Đến ngày hôm sau 12 tháng 3, I-6 tiến hành trinh sát vịnh Moreton, Caloundra và các lối tiếp cận Brisbane nhằm xác định vị trí tối ưu để rải mìn. Từ 18 giờ 50 phút đến 18 giờ 14 phút ngày 13 tháng 3, ở vị trí về phía Đông Bắc Caloundra tại tọa độ 26°42′N 153°20′Đ / 26,7°N 153,333°Đ, nó rải chín quả thủy lôi cách bờ biển 6 nmi (11 km), tại độ sâu 24–34 mét (79–112 ft), nơi hạm trưởng I-6 tin là một tuyến vận tải ven biển. Chiếc tàu ngầm sau đó rút lui ra biển khơi, và đến đêm đã gửi một báo cáo hoạt động về căn cứ. Đơn vị tình báo tín hiệu FRUMEL (Fleet Radio Unit, Melbourne) đã chặn và giải mã được bức điện, xác định I-6 đã rải thủy lôi dọc bờ biển nhưng không thể biết chính xác địa điểm của bãi mìn hay tọa độ của chiếc tàu ngầm.
Dù sao phát hiện của FRUMEL cũng đủ khiến lực lượng phòng vệ duyên hải Australia truy tìm chiếc tàu ngầm, và Không quân Hoàng gia Australia (RAAF) cũng tăng cường tuần tra dọc bờ biển bằng máy bay Avro Anson và Bristol Beaufort, buộc chiếc tàu ngầm phải đi ngầm dưới nước vào ban ngày. I-6 tiếp tục tuần tra tại vùng biển giữa đảo Fraser và đảo Stradbroke từ ngày 14 đến ngày 16 tháng 3. Đến 14 giờ 30 ngày 17 tháng 3, nó phát hiện Đoàn tàu BT-44, bao gồm hai tàu Liberty vũ trang Charles C. Jones và Joseph Holt, được tàu corvette-quét mìn HMAS Gympie hộ tống tại vị trí về phía Bắc Point Cartwright. Nó phóng hai quả ngư lôi Type 89 tấn công chiếc Charles C. Jones từ khoảng cách xa lúc 15 giờ 07 phút, nhưng bị chiếc tàu Liberty phát hiện và cơ động né tránh, đồng thời báo động cho Gympie. Một máy bay Avro Anson thuộc Liên đội 71 RAAF đang tuần tra cũng trông thấy cuộc tấn công nên thả pháo hiệu đánh dấu vị trí nghi ngờ của chiếc tàu ngầm. Gympie cùng chiếc Anson đã truy lùng mục tiêu cho đến 15 giờ 30 và thả mìn sâu tấn công, nhưng I-6 thoát được mà không bị hư hại. Sau đó có thêm hai máy bay tuần tra của Hải quân Hoa Kỳ đi đến khu vực và tìm kiếm cho đến chiều tối ngày 18 tháng 3, cũng không có kết quả.
I-6 đang ở ngoài khơi Cape Byron vào ngày 21 tháng 3, khi nó được lệnh rời khu vực tuần tra để đi đến căn cứ Rabaul trên đảo New Britain thuộc quần đảo Bismarck. Một lần nữa Đơn vị FRUMEL lại chặn và giải mã được bức điện báo cáo tình huống của I-6 lúc 19 giờ 33 phút ngày hôm đó, nên các tàu ngầm USS Stingray, USS Halibut và USS Trigger đã được huy động để đánh chặm I-6 trên đường đi; tuy nhiên họ đã không bắt gặp được đối thủ. I-6 về đến Rabaul lúc 07 giờ 30 ngày 27 tháng 3.
Bãi thủy lôi mà I-6 đã rải vào ngày 13 tháng 3 không nằm trên tuyến hàng hải thường xuyên, nên đã không được nhận biết mãi cho đến ngày 24 tháng 3, khi chiếc tàu sà lúp HMAS Swan thực tập tác xạ phòng không tại khu vực. Vỏ đạn pháo và mảnh đạn phòng không rơi xuống biển đã gây kích nổ hai quả thủy lôi, tạo ra những cột nước cao 400 ft (122 m) và rộng đến 130 ft (40 m). Tàu quét mìn Gympie được phái đến khu vực tiến hành quét mìn, nhưng chỉ phá được thêm một quả mìn sau nhiều ngày tìm kiếm khi công việc kết thúc vào tháng 9, 1943. Các quả thủy lôi được thiết kế để chìm xuống nước nhưng không được cố định xuống đáy biển, nên có thể đã trượt hay lăn trên mặt dốc; và phía Đồng Minh sau này tìm thấy một số quả mìn cách xa vị trí ban đầu mà I-6 báo cáo đến 8 nmi (15 km), ở độ sâu 30–40 mét (98–131 ft).

#### Chiến dịch New Guinea
Trong khi I-6 đang hoạt động tuần tra ngoài khơi Australia, Hải quân Nhật chịu đựng một tổn thất nặng nề trong trận chiến biển Bismarck diễn ra từ ngày 2 đến ngày 4 tháng 3, nơi một đoàn vận tải tiếp liệu bị máy bay đối phương không kích, mất toàn bộ tám tàu vận tải và bốn trong số tám tàu khu trục hộ tống cùng gần 2.900 binh lính tử trận. Hải quân Nhật quyết định sử dụng tàu ngầm cho việc vận chuyển lực lượng và tiếp liệu đến khu vực New Guinea, và I-6 được điều động về Hạm đội khu vực Đông Nam vào ngày 29 tháng 3, để làm nhiệm vụ vận chuyển tiếp liệu đến Lae trên bờ biển New Guinea. Nó xuất phát từ Rabaul vào ngày 3 tháng 4 cho chuyến đi tiếp liệu đầu tiên, vận chuyển 30 hành khách cùng 77 thùng tiếp liệu chứa 3,3 tấn đạn dược, 22 tấn quần áo và 15,4 tấn thực phẩm. Đi đến Lae vào ngày 5 tháng 4, chiếc tàu ngầm đưa hành khách và chất hàng tiếp liệu lên các xuồng Daihatsu để đổ bộ lên bờ, rồi đón lên tàu 29 hành khách trước khi lên đường quay trở lại Rabaul. Không lâu sau khi I-6 xuất phát, xuồng tuần tra phóng lôi PT-boat Đồng Minh xuất hiện, nhưng nó đã kịp thời lặn xuống né tránh và về đến Rabaul vào ngày 7 tháng 4.
Chiếc tàu ngầm lại đi đến Lae vào ngày 11 tháng 4, cho đổ bộ 26 hành khách cùng 77 thùng tiếp liệu chứa 4,4 tấn vũ khí và đạn dược, 19 tấn quần áo và thực phẩm, và đón 42 hành khách để đưa họ trở lại Rabaul. Trong chuyến đi tiếp liệu thứ ba, nó đi đến Lae vào ngày 17 tháng 4, chuyển được 28 hành khách cùng 77 thùng tiếp liệu chứa 4 tấn vũ khí và đạn dược cùng 17 tấn quần áo. Đang khi đưa 39 hành khách quay trở lại Rabaul, nó lại bắt gặp xuồng PT-boat Đồng Minh hoạt động gần quần đảo Tami, nhưng đã kịp thời lặn xuống ẩn nấp. Tại Rabaul vào ngày 21 tháng 4, có quyết định điều động I-6 sang Lực lượng Quân khu Bắc trực thuộc Đệ Ngũ hạm đội, nhằm hỗ trợ cho việc tăng viện và tiếp liệu lực lượng Nhật Bản trú đóng trên các đảo Attu và Kiska. Tuy nhiên sự điều động này bị trì hoãn, nên chiếc tàu ngầm lại tiếp tục làm nhiệm vụ tiếp liệu giữa Rabaul và Lae.
Trong chuyến đi tiếp liệu thứ tư, I-6 chuyển giao 20 hành khách cùng một tấn đạn dược, 16 tấn quần áo và 16 tấn thực phẩm đến Lae vào ngày 24 tháng 4, rồi đưa 42 hành khách trở lại Rabaul. Nó đi đến Lae lần thứ năm vào ngày 30 tháng 4 cùng 30 hành khách, ba tấn vũ khí và đạn dược, 19 tấn quần áo và một tấn thực phẩm, rồi đưa 41 hành khách trở lại Rabaul. Nó bắt gặp tàu tuần tra đối phương vào lúc chiều tối, và phải lặn để ẩn nấp trong hơn một giờ, nhưng về đến Rabaul an toàn. Trong chuyến đi tiếp liệu thứ sáu, nó đi đến Lae vào ngày 7 tháng 5 để chuyển giao mười hành khách, 2,8 tấn vũ khí, bốn tấn đạn dược và 13 tấn quần áo, và đưa trở về Rabaul 12 hành khách.
I-6 gặp nhiều sự cố trong chuyến đi tiếp liệu thứ bảy, sau khi đi đến Lae vào ngày 13 tháng 5 để chuyển giao mười hành khách cùng 11,5 tấn vũ khí, 5 tấn đạn dược và chín tấn thực phẩm. Không lâu sau khi nó lên đường với bốn hành khách cho chặng quay trở lại Rabaul, các xuồng PT-boat Hoa Kỳ PT-150 và PT-152 bắt gặp I-6 đang di chuyển trên mặt nước với tốc độ 12 kn (22 km/h) cách Lae 5 nmi (9,3 km) ở khoảng cách 6.000 yd (5,5 km). Mỗi chiếc PT-boat đã phóng hai quả ngư lôi tấn công từ khoảng cách xa, nhưng đều không trúng đích do I-6 đột ngột dừng lại. PT-150 sau đó rút ngắn khoảng cách còn 4.000 yd (3,7 km) và phóng thêm một quả ngư lôi, nhưng I-6 lại di chuyển nên tiếp tục bị trượt. I-6 phản công với một quả ngư lôi nhắm vào PT-150, nhưng đi bên dưới chiếc PT-boat mà không kích nổ. Chiếc tàu ngầm tiếp tục hành trình đi Rabaul, nhưng nó được lệnh đổi hướng vào ngày 14 tháng 5 để cùng tàu ngầm I-5 tìm kiếm và giải cứu đội bay một chiếc máy bay ném bom Mitsubishi G4M, vốn bị bắn rơi trong một cuộc không kích xuống vịnh Oro. Hai thành viên đội bay đã được cứu vớt trên biển tại vị trí cách Buna, New Guinea 60 nmi (110 km).
Trong chuyến đi tiếp liệu thứ tám, I-6 đã vận chuyển 31 hành khách cùng 5,1 tấn vũ khí, 5,4 tấn đạn dược và 4,6 tấn thực phẩm đến Lae vào ngày 21 tháng 5, rồi đưa 40 hành khách trở lại Rabaul. Trong chuyến đi tiếp liệu thứ chín, cũng là chuyến cuối cùng, nó đi đến Lae vào ngày 28 tháng 5 để đổ bộ 23 hành khách cùng một xuồng Daihatsu, 4,3 tấn vũ khí và thuốc men, hai tấn quần áo và 18 tấn thực phẩm; tuy nhiên nó không đón hành khách lên tàu vì sẽ không ghé đến Rabaul, nhưng quay trở về căn cứ Truk. Trên đường đi, nó cùng I-5 được điều động trực thuộc Đệ Lục hạm đội vào ngày 31 tháng 5, và sau khi ghé lại Truk trong các ngày 1 và 2 tháng 6, I-6 lên đường quay trở về Nhật Bản, đi đến Yokosuka vào ngày 8 tháng 6, nơi nó được đại tu và sửa chữa.

#### Chuyến tuần tra thứ sáu - Quần đảo Aleut
Từ ngày 11 tháng 5, lực lượng Đồng Minh bắt đầu phản công tại khu vực Bắc Thái Bình Dương, khi Lực lượng Đặc nhiệm 16 dưới quyền Chuẩn đô đốc Thomas C. Kinkaid cho đổ bộ các sư đoàn 4 và 7 nhằm tái chiếm đảo Attu thuộc quần đảo Aleut. Đứng trước nguy cơ thất bại toàn diện, vào ngày 21 tháng 5, Đại bản doanh Nhật Bản quyết định triệt thoái toàn bộ lực lượng còn lại khỏi đảo Kiska lân cận. Công việc được tiến hành từ ngày 26 tháng 5, khi binh lính Nhật Bản được tàu ngầm di tản vể đảo Paramushiro thuộc quần đảo Kuril.
Vào ngày 1 tháng 7, Đội tàu ngầm 7 được phối thuộc cùng Đệ Ngũ hạm đội, đến ngày 1 hặc 2 tháng 7, I-6 khởi hành từ Yokosuka cho chuyến tuần tra thứ sáu hướng đến Paramushiro, Kuril. Sau chặng dừng tại Paramushiro, nó được bố trí để hỗ trợ cho việc triệt thoái lực lượng khỏi Kiska, phối hợp cùng tàu ngầm I-5 hoạt động tại khu vực biển Bering về phía Đông Bắc Kiska. Trong giai đoạn từ ngày 17 đến ngày 19 tháng 7, nó đã ba lần đụng độ với các tàu khu trục Hoa Kỳ, nhưng không thể đi đến vị trí để tấn công chúng. Phía Nhật Bản hoàn tất việc triệt thoái vào ngày 28 tháng 7, và I-6 kết thúc chuyến tuần tra và quay trở về Paramushiro vào ngày 4 tháng 8.

#### Chuyến tuần tra thứ bảy
I-6 lại xuất phát từ Paramushiro vào ngày 16 tháng 8 cho chuyến tuần tra thứ bảy, hoạt động tại khu vực ngoài khơi Kiska. Nó không bắt gặp mục tiêu nào, nên kết thúc chuyến tuần tra và quay trở về Paramushiro vào ngày 3 tháng 9. Nó lên đường hai ngày sau đó để quay trở về Nhật Bản, đi đến Yokosuka vào ngày 10 tháng 9, nơi nó được sửa chữa.

#### Khu vực New Guinea và quần đảo Bismarck
Vào ngày 25 tháng 10, I-6 được điều về Hạm đội khu vực Đông Nam để tiếp tục nhiệm vụ vận chuyển tiếp liệu tại khu vực New Guinea và quần đảo Bismarck. Nó xuất phát từ Yokosuka vào ngày 30 tháng 10 để hướng đến Rabaul, rồi xuất phát từ căn cứ này cho các chuyến đi tiếp liệu đến Sio trên bán đảo Huon ở New Guinea. Chiếc tàu ngầm đã đi đến Sio vào các ngày 16 tháng 11 và 4 tháng 12 mà không gặp sự cố gì, nhưng trong chuyến đi thứ ba nó bị máy bay Đồng Minh tấn công trong khi đang chất dỡ hàng hóa vào ngày 18 tháng 12. Cuộc tấn công buộc I-6 phải rút lui sớm trước khi chất dỡ hết hàng tiếp liệu, và quay về Rabaul. Nó lại cho chuyến đi tiếp liệu đến Sio lần thứ tư, cũng là lần sau cùng vào ngày 27 tháng 12. Vào sáng sớm ngày hôm đó trên đường quay trở lại Rabaul, nó đụng độ với xuồng tuần tra phóng lôi Đồng Minh, vốn đã tấn công nó bằng mìn sâu, rồi cùng trong ngày hôm đó nó tiếp tục bị máy bay đối phương tấn công, nhưng chiếc tàu ngầm đều thoát được mà không bị hư hại. I-6 được lệnh đánh chặn các đoàn tàu vận tải đối phương, nên đã tuần tra trong khu vực eo biển Dampier từ ngày 28 tháng 12, 1943 đến ngày 1 tháng 1, 1944, cho dù chỉ còn lại hai quả ngư lôi, nhưng không phát hiện tàu bè đối phương.

### 1944
Bắt đầu từ ngày 4 tháng 1, 1944, I-6 lại có một loạt các chuyến đi tiếp liệu giữa Rabaul và Iboki, New Guinea. Trong hai chuyến đi đầu tiên đến Iboki, diễn ra từ ngày 4 đến ngày 10 tháng 1 và từ ngày 17 đến ngày 21 tháng 1, chiếc tàu ngầm chỉ vận chuyển hàng hóa. Đến chuyến đi thứ ba xuất phát từ Rabaul vào ngày 28 tháng 1, I-6 chỉ vận chuyển binh lính và đưa họ đổ bộ lên Iboki vào ngày 30 tháng 1, nhưng nó lại bị hư hại chân vịt do va chạm một bãi đá ngầm trong quá trình tiếp cận bờ biển. Khi chiếc tàu ngầm quay trở về Rabaul vào ngày 1 tháng 2, Đội tàu ngầm 7 được phối thuộc trực tiếp cùng Đệ Lục hạm đội. Trong chuyến đi tiếp liệu tiếp theo, I-6 khởi hành từ Rabaul vào ngày 3 tháng 2 để chuyển giao hàng tiếp liệu đến Sarmi, New Guinea, rồi được lệnh quay trở về Nhật Bản vào ngày 5 tháng 2. Nó rời Rabaul vào ngày 13 tháng 2, ghé đến Lorengau trên đảo Manus thuộc quần đảo Admiralty trên đường đi vào ngày 17 tháng 2 để chuyển giao 12 khẩu súng máy hạng nặng cùng đạn dược, trước khi đi đến Yokosuka vào ngày 29 tháng 2, nơi nó được đại tu.

#### Bị mất
Vào ngày 15 tháng 6, Chiến dịch quần đảo Mariana bắt đầu khi lực lượng Thủy quân Lục chiến Hoa Kỳ đổ bộ lên Saipan. Dự đoán được cuộc tấn công, trước đó vào ngày 13 tháng 6, theo chỉ thị của Đô đốc Toyoda Soemu, Tổng tư lệnh Hạm đội Liên hợp, Phó đô đốc Takeo Takagi, Tư lệnh Đệ Lục hạm đội, ra lệnh cho mọi tàu ngầm dưới quyền tuần tra về phía Đông quần đảo Mariana. Khi việc liên lạc của Bộ tư lệnh Đệ Lục hạm đội trú đóng tại Saipan bị gián đoạn do chiến sự đã xảy ra trên đảo này, việc chỉ huy lực lượng tàu ngầm được chuyển giao cho Chuẩn đô đốc Owada Noburu, Tư lệnh Hải đội Tàu ngầm 7 đặt căn cứ tại Truk.
Sau khi hoàn tất việc đại tu, I-6 khởi hành từ Yokosuka vào ngày 16 tháng 6 để đi sang vùng biển Saipan. Cùng ngày hôm đó, Đoàn tàu 3606, bao gồm bốn tàu buôn được ba tàu phòng vệ duyên hải và một tàu sân ngầm hộ tống xuất phát từ Ogasawara thuộc quần đảo Bonin vào ngày 14 tháng 6, đang trong hành trình hướng về Yokosuka. Lúc 22 giờ 23 phút, tàu chở hàng vũ trang Nhật Bản Toyokawa Maru (5.123 tấn) trong thành phần Đoàn tàu 3606, phát hiện I-6 đang đi trên mặt nước gần đoàn tàu vận tải. Nhận định nhầm I-6 là một tàu ngầm Đồng Minh, Toyokawa Maru phát tín hiệu báo động rồi bẻ lái gắt về phía I-6, húc phải chiếc tàu ngầm bên mạn phải ngay phía sau tháp chỉ huy. I-6 nghiêng nặng rồi lật úp và đắm chỉ trong vòng vài phút tại tọa độ 33°B 139°Đ / 33°B 139°Đ, toàn bộ 104 thành viên thủy thủ đoàn của I-6 đều tử trận.
Sau các nỗ lực giải cứu của các tàu ngầm I-10 và I-38 thất bại, vào ngày 1 tháng 7, đô đốc Owada ra lệnh cho I-6 giải cứu đô đốc Takagi và ban tham mưu Đệ Lục hạm đội tại Saipan. Khi chiếc tàu ngầm không hồi đáp mệnh lệnh, Hải quân Nhật Bản công bố I-6 có thể đã bị mất tại khu vực Saipan với tổn thất toàn bộ thành viên thủy thủ đoàn. Bộ tư lệnh cố gắng liên lạc với chiếc tàu ngầm một lần nữa vào ngày 3 tháng 7, nhưng vẫn không thành công.
Một giả thuyết khác về nguyên nhân I-6 bị mất cho rằng nó bị các tàu hộ tống khu trục USS William C. Miller và tàu vận chuyển cao tốc USS Gilmer đánh chìm tại vị trí 70 nmi (130 km) về phía Tây Tinian, tại tọa độ 15°18′B 144°26′Đ / 15,3°B 144,433°Đ vào ngày 19 tháng 7, 1944.
Tên của I-6 được cho rút khỏi đăng bạ hải quân vào ngày 10 tháng 9, 1944.